# Gà lôi lam mào trắng

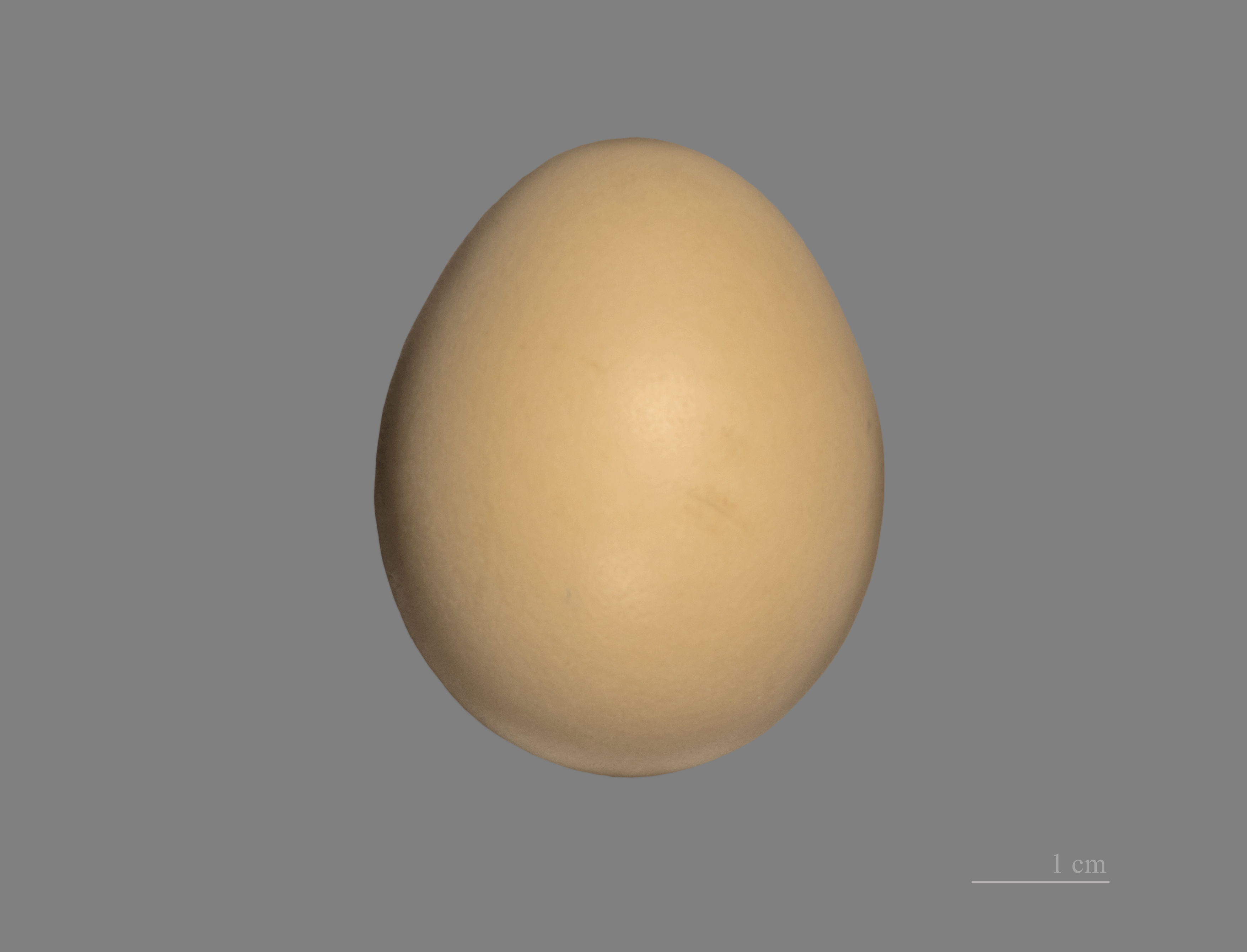
Trứng của Gà lôi lam mào trắng

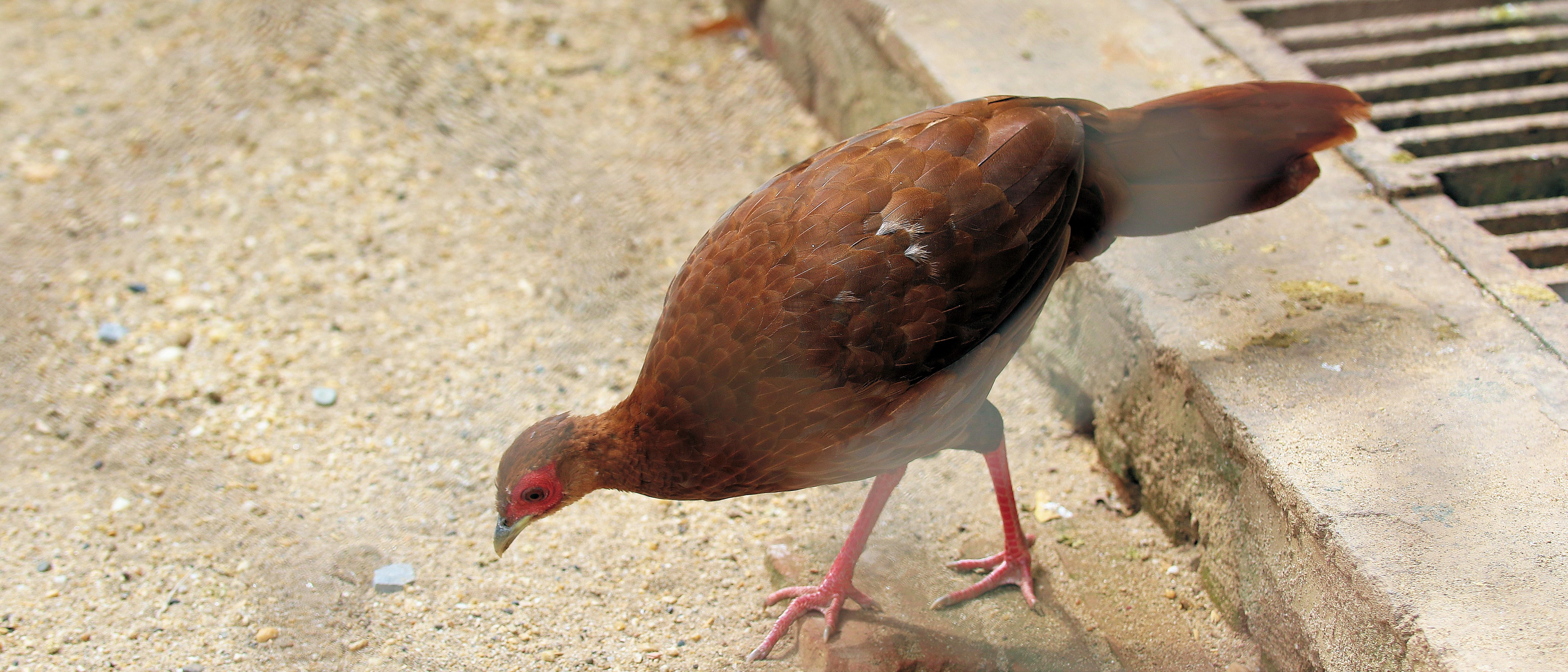
Gà lôi lam mào trắng (con mái)

Gà lôi lam mào trắng (danh pháp hai phần: Lophura edwardsi) là một loài chim thuộc họ Trĩ (Phasianidae), đặc hữu tại khu vực rừng mưa nhiệt đới của Việt Nam. Loài gà lôi này có chiều dài 58–67 cm. Con trống thường có sắc lông màu lam thẫm ngả sang màu đen còn con mái có màu nâu. Chân và mặt của gà lôi lộ phần da màu đỏ.
Loài này có 2 biến chủng. Chủng danh định L. e. edwardsi trên đầu có mào và đuôi có lông trắng. Biến chủng phía bắc L. e. hatinhensis thì có thêm lông  vũ ở cánh cũng màu trắng. Sự khác biệt này trong hai chủng có thể là do giao phối cận huyết của một quần thể bị hạn chế và phân mảnh tại khu vực đó. Biến thể hình dáng cũng xuất hiện khi L. e. edwardsi bị nuôi nhốt. Chủng phía bắc đôi khi được một số tác giả coi là loài riêng biệt, gọi là gà lôi lam đuôi trắng (Lophura hatinhensis) (như Võ Quý, 1975).
Loài Gà lôi lam mào trắng tại thời điểm năm 2021 được đánh giá là loài cực kỳ nguy cấp, do bị săn bắn, mất môi trường vì nạn phá rừng và vì chất độc da cam từ thời chiến tranh Việt Nam.
Từ năm 2000 đến nay, không ghi nhận các bằng chứng về loài này ở tự nhiên. Hiện nay, loài này đã được Vườn Thú Hà Nội và Trung tâm Bảo tồn thiên nhiên Việt nuôi sinh sản thành công. Trong trường hợp nuôi nhốt gà lôi này sinh trưởng khá tốt nên được xem là loài bảo tồn ngoại vi. Loài chim này được đặt tên khoa học theo tên nhà điểu học người Pháp Alphonse Milne-Edwards.

## Giới thiệu về loài

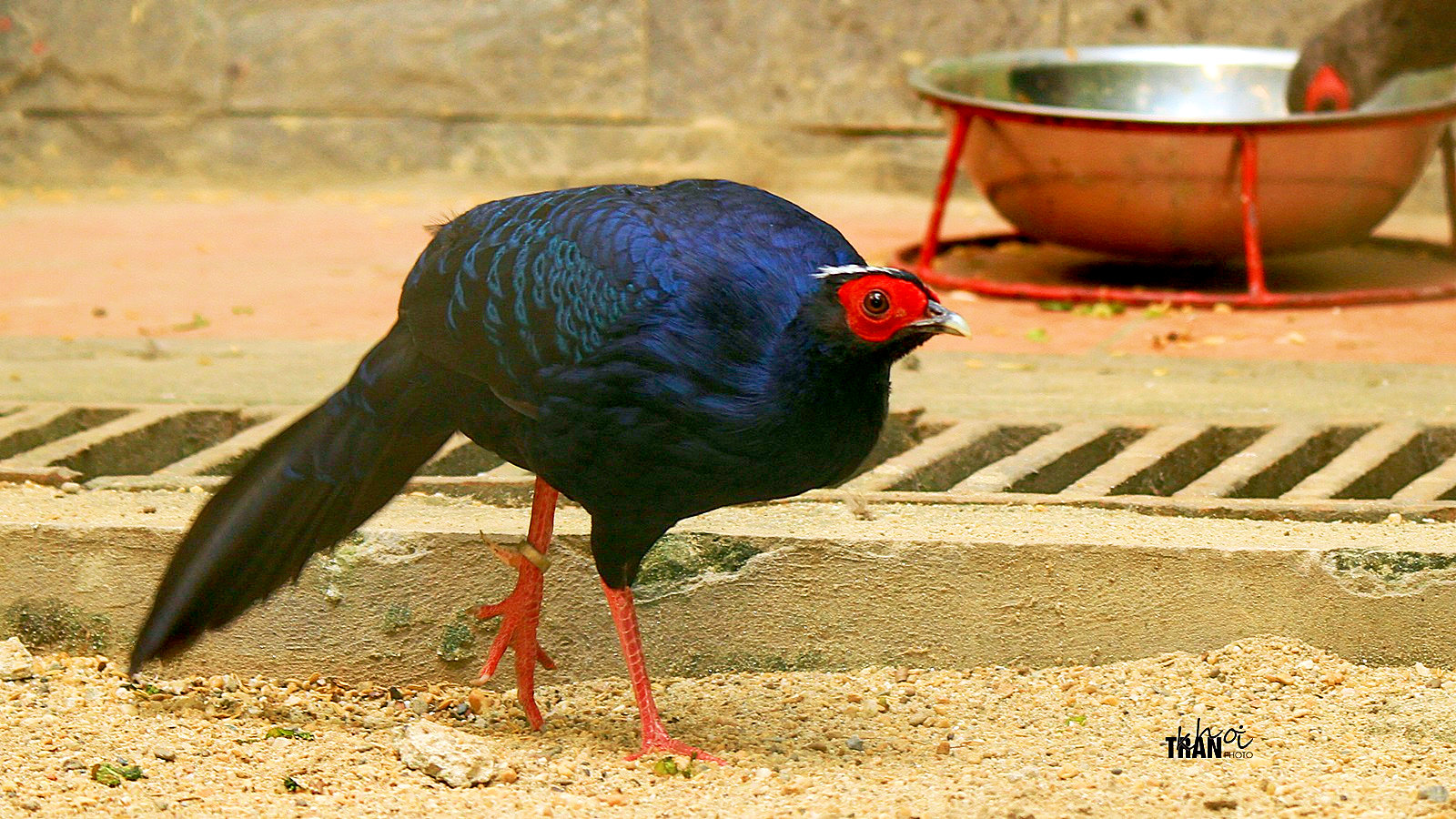
Gà Lôi Lam mào trắng

Gà lôi lam mào trắng là một loài chim Trĩ bị đe dọa ở mức Rất nguy cấp, được phát hiện từ năm 1896, và là loài đặc hữu của khu vực miền Trung Việt Nam. Ghi nhận cuối cùng về sự xuất hiện của loài này trong tự nhiên là từ năm 2000; và có thể đã tuyệt chủng ngoài tự nhiên. Tuy nhiên, thông tin về loài này rất hạn chế như: đai cao phân bố, yêu cầu về sinh cảnh sống, và các đặc điểm sinh thái cơ bản. Người ta cho rằng, Gà lôi lam mào trắng ưa sinh sống trong "các khu rừng cực kỳ ẩm ướt ở khu vực núi thấp và trung bình", và đặc biệt cẩn trọng, hiếm khi rời khỏi "những sườn đồi phủ cây bụi và dây leo dày đặc" (Delacour 1977). Tuy nhiên, tất cả các địa điểm thu mẫu loài này từ trước đến nay đều trong những vùng rừng đất thấp tương đối bằng phẳng, và không có bằng chứng nào cho thấy chúng có thể sống ở độ cao trên 300m.
May thay, hiện tồn tại một quần thể nuôi nhốt của Gà lôi lam mào trắng gồm khoảng 1.000 cá thể ở các vườn thú và trang trại tư nhân tại châu Âu, Nhật Bản và châu Mỹ. Tuy nhiên, quần thể nuôi nhốt này phát triển từ một quần thể gốc ban đầu rất nhỏ (28 cá thể, trong đó 6-8 con mái, được thu thập từ năm 1924 đến năm 1930; và không hề được bổ sung thêm cá thể hoang dã nào) và do đó bị đồng huyết một cách nghiêm trọng.
Từ năm 2010, báo động bởi sự biến mất rất lâu của Gà lôi lam mào trắng trong tự nhiên, cộng đồng bảo tồn đã có nỗ lực tái thẩm định tình trạng bảo tồn của loài này. Kết quả là, năm 2012, Gà lôi lam mào trắng đã được nâng cấp lên mức Rất nguy cấp trong Sách đỏ của IUCN. Nhiều đợt khảo sát chuyên sâu bằng bẫy ảnh đã được thực hiện nhằm tìm kiếm loài này trong những sinh cảnh phù hợp nhất còn lại tại các tỉnh Quảng Bình và Quảng Trị, nhưng không đem lại kết quả khả quan.
Năm 2018, loài này chính thức được quốc tế đổi Tiếng Anh từ Edwards's pheasant thành Vietnam Pheasant (Gà lôi Việt Nam).

## Phân loại và sinh thái học

### Phân loại học
Gà lôi lam mào trắng Lophura edwardsi là một thành viên trong giống Lophura. Gà lôi lam mào trắng được mô tả lần đầu tiên vào năm 1896. 28 năm sau đó, một loài Lophura khác, Gà lôi lam mào đen Lophura imperialis đã được mô tả từ một đôi còn sống được các nhà truyền giáo mua hoặc thu được tại vùng giáp ranh giữa tỉnh Quảng Bình và Quảng Trị (Delacour & Jabouille 1925). Gà lôi lam mào đen được ghi nhận thêm 3 trường hợp ngoài thực địa nữa (BirdLife International 2001), cho đến khi được chứng minh là con lai giữa Gà lôi lam mào trắng và Gà lôi trắng Lophura nycthemera, theo Rasmussen (1998), Garson (2001), BirdLife International (2001) và Hennache và cộng sự (2003). Năm 1964, hình thái tương tự thứ ba của gà lôi đã được phát hiện (nhưng con đực có các lông đuôi giữa màu trắng) và được đặt tên là Gà lôi lam đuôi trắng Lophura hatinhensis (Vo Quy 1975). Sau khi được phát hiện, số lượng Gà lôi lam đuôi trắng ghi nhận được tăng lên rất nhanh, sau đó nhanh chóng giảm xuống, với ghi nhận lần cuối năm 1999 (BirdLife International, 2001). Hầu hết Gà lôi lam đuôi trắng được ghi nhận tại phía bắc khu vực phân bố của Gà lôi lam mào trắng ở tỉnh Hà Tĩnh và Quảng Bình. Tuy nhiên, một trường hợp được ghi nhận gần sông Hương, cách Thành phố Huế, tỉnh Thừa Thiên Huế, 15 km về phía nam vào năm 1999, rất gần ranh giới phía nam của khu vực phân bố của Gà lôi lam mào trắng (BirdLife International 2001; Hennache và cộng sự 2012). Gần đây, Gà lôi lam đuôi trắng đã được đề xuất là một biến dị do giao phối cận huyết của Gà lôi lam mào trắng (Hennache và cộng sự 2012). Vì thế, hiện nay Gà lôi lam mào trắng là loài duy nhất trong ba loài được công nhận và có tên trong Sách đỏ của IUCN. Do đó, những ghi nhận về Gà lôi lam mào trắng được nhắc đến trong tài liệu này cũng bao gồm thông tin về các cá thể trước đây được coi là Gà lôi lam đuôi trắng.

### Sinh thái
Kiến thức về loài này còn rất hạn chế, vùng phân bố, điều kiện môi trường sống và sinh thái cơ bản.

#### Thức ăn
Chưa có thông tin nào đề cập về chế độ ăn uống của loài này trong tự nhiên.

### Sinh sản
Một cá thể non đã được bắt ngoài tự nhiên vào ngày 15/4/1926 tại Huế và được ông Pierre Jabouline nuôi (mẫu tại Bảo tàng Lịch sử tự nhiên quốc gia, Paris, Pháp). Mọi thông tin khác đều có được từ việc quan sát các cá thể trong nuôi nhốt. Thời gian đẻ trứng thường là từ tháng Ba đến tháng Năm; lứa đầu tiên được ghi nhận gồm 5 quả trứng, nở sau 21 ngày; theo quy luật, các cá thể gà chỉ bắt đầu sinh sản sau 2 tuổi (Delacour 1977). Một con trống nở trong điều kiện nuôi nhốt đã sống được 22 năm (Bảo tàng Lịch sử tự nhiên Delaware, Greenville, USA, thông tin ghi trên nhãn). Một con trống khác cũng sống tới 22 tuổi tại Jersey Durrell Wildlife Park (thông tin từ Alain Hennache 2015). Một con trống hoang dã thu được ở Quảng Trị vào tháng 12/1996 khi mới khoảng một tuổi và sau đó được chuyển đến nuôi tại Vườn thú Hà Nội đã sống thêm hơn 17 năm, đến năm 2013 (theo thông tin từ Đặng Gia Tùng, 2015).

## Phân bố
Gà lôi lam mào trắng là loài đặc hữu của miền Trung Việt Nam và trong lịch sử đã được ghi nhận tại 4 tỉnh (Hà Tĩnh, Quảng Bình, Quảng Trị, và Huế). Loài này được mô tả lần đầu từ 4 cá thể mẫu do các nhà truyền giáo Pháp thu được tại Quảng Trị (mẫu tại Bảo tàng Lịch sử tự nhiên quốc gia, Paris, Pháp). Từ năm 1923 đến năm 1929, Delacour tổ chức 7 chuyến nghiên cứu ở Đông Dương và thu được 64 cá thể, trong đó 28 cá thể được vận chuyển sang Pháp và được cho là quần thể sáng lập cho quần thể nuôi nhốt hiện nay (Ciarpaglini & Hennache 1997).
Từ năm 1930 đến năm 1996, không có cá thể Gà lôi lam mào trắng có hình thái điển hình nào được ghi nhận; nhưng trong giai đoạn từ 1964 đến 1995 đã xuất hiện ít nhất 31 cá thể ở dạng biến dị do đồng huyết (con trống có một số lông đuôi giữa màu trắng) ở khu vực Kẻ Gỗ và Khe Nét thuộc hai tỉnh Hà Tĩnh và Quảng Bình. Năm 1996, một cá thể có hình thái điển hình được phát hiện gần xã Phong Mỹ, Thừa Thiên Huế và một cá thể ở gần xã Hướng Hiệp, Quảng Trị (Lê Trọng Trải và cộng sự 1999). Sau đó còn ghi nhận thêm môt số cá thể khác tại tỉnh Quảng Trị và Thừa Thiên Huế, nhưng ghi nhận cuối cùng dừng lại ở năm 2000, khi một con trống được tịch thu từ một thợ săn và nuôi nhốt tại Hạt Kiểm lâm huyện Hải Lăng, tỉnh Quảng Trị. Năm 2009, ghi nhận một cá thể có thể là con mái Gà lôi lam mào trắng bắt được gần Đèo Hải Vân, nhưng về định loại chưa chắc chắn (A. Hennache trao đổi qua thư 2012).

## Các mối đe dọa
Gà lôi lam mào trắng là một loài phân bố hẹp trong phạm vi Vùng chim đặc hữu đất thấp Trường Sơn (Annamese Lowlands EBA). Người ta tin rằng chúng là loài chuyên sống trong vùng rừng đất thấp, vì chưa có ghi nhận đáng tin cậy về loài này ở độ cao khoảng trên 300m. Nguyên nhân gốc rễ cho sự hiếm hoi của Gà lôi lam mào trắng được cho là săn bắn/bẫy đi kèm với việc sinh cảnh phù hợp của nó bị mất và phân mảnh nghiêm trọng (do tác động của con người, và có thể cả do biến đổi khí hậu).